# Les Gens d'en-bas
Pour plus de détails, voir Fiche technique et Distribution.
Les Gens d'en-bas est un long métrage français de Paul Vecchiali sorti en 2010.

## Synopsis
L'histoire se déroule à Plan-de-la-Tour (village du Var où demeure Paul Vecchiali dans la vie) et met en scène certains des habitants de la région, dont un saisonnier, Alain, particulièrement bourru, qui est le point focal de l'intrigue.

## Fiche technique
- Titre : Les Gens d'en-bas
- Réalisation, scénario, dialogues, décors et costumes : Paul Vecchiali
- Pays :  France
- Langue : français
- Format : couleur - son stéréo
- Durée : 103 minutes

## Distribution
- Julien Lucq
- Paul Vecchiali
- Roland Munter
- Serge Feuillard
- Hélène Surgère
- Maya Jarville
- Sandra Jouet
- Matthieu Marie
- Malik Saad